# Selección masculina de rugby 7 de Zimbabue
La selección masculina de rugby 7 de Zimbabue es el equipo nacional de la modalidad de rugby 7 (7 jugadores).
El equipo recibe el apodo de los Cheetahs . Tradicionalmente, juegan con uniforme verde y blanco el primer día de los torneos y con uniforme blanco y verde el segundo.

## Palmarés
- Africa Cup Sevens (2): 2012, 2018.

## Participación en copas
| - Edimburgo 1993: no participó - Hong Kong 1997: 21º puesto - Mar del Plata 2001: 21º puesto - Hong Kong 2005: no clasificó - Dubái 2009: 17º puesto - Moscú 2013: 13º puesto - Estados Unidos 2018: 23º puesto - Ciudad del Cabo 2022: 23.º puesto - Clasificatorio a Río 2016: 9º puesto - Clasificatorio a Tokio 2020: Fase de grupos - No ha clasificado - Accra 2023: 2º puesto - Seven de Hong Kong 2011: Semifinal Shield - Seven de Hong Kong 2012: Cuartos de final Shield - Seven de Hong Kong 2013: Campeón - Seven de Hong Kong 2015: Finalista - Seven de Hong Kong 2016: Semifinal - Seven de Mónaco 2016: Fase de grupos - Seven de Hong Kong 2018: Cuartos de final - Seven de Hong Kong 2019: clasificado | - Serie Mundial 99-00: 22º puesto (0 pts) - Serie Mundial 00-01: 16º puesto (4 pts) - Serie Mundial 01-02: no participó - Serie Mundial 02-03: no participó - Serie Mundial 03-04: no participó - Serie Mundial 04-05: no participó - Serie Mundial 05-06:no participó - Serie Mundial 06-07: no participó - Serie Mundial 07-08: 18º puesto (0 pts) - Serie Mundial 08-09: 17º puesto (0 pts) - Serie Mundial 09-10: no participó - Serie Mundial 10-11: no participó - Serie Mundial 11-12: 17º puesto (10 pts) - Serie Mundial 12-13: 19º puesto (2 pts) - Serie Mundial 13-14: 18º puesto (1 pts) - Serie Mundial 14-15: 17º puesto (1 pts) - Serie Mundial 15-16: 18º puesto (1 pts) - Serie Mundial 16-17: no clasificó - Serie Mundial 17-18: no clasificó - Serie Mundial 18-19: 19º puesto (2 pts) - Challenger Series 2020: 7° puesto - Challenger Series 2022: 8° puesto - Challenger Series 2023: 10° puesto |